# Deutsche Snooker-Meisterschaft 2022
Die deutsche Snooker-Meisterschaft 2022 war die 25. Austragung der nationalen Meisterschaft der Herren in der Billardvariante Snooker. Sie fand vom 16. bis 20. November 2022 im Rahmen der deutschen Billard-Meisterschaft in der Wandelhalle im hessischen Bad Wildungen statt.
Deutscher Meister wurde zum zweiten Mal nach 2017 Richard Wienold von der TSG Heilbronn, der das Finale mit 4:1 gegen Umut Dikme gewann. Den dritten Platz belegten Robin Otto, der zuvor im Viertelfinale Titelverteidiger Alexander Widau besiegt hatte, und Jan Eisenstein.
Das mit 131 Punkten höchste Break des Turniers erzielte Felix Frede in seinem zweiten Gruppenspiel gegen Robin Schmidt.

## Vorrunde
Die 32 Spieler wurden in 8 Gruppen eingeteilt, in denen sie im Round-Robin-Modus gegeneinander antraten. Die beiden Bestplatzierten jeder Gruppe qualifizierten sich für die Finalrunde, die im K.-o.-System ausgespielt wurde.

### Gruppe A
| Platz | Spieler                      | G | V | Frames |
| ----- | ---------------------------- | - | - | ------ |
| 1     | Alexander Widau              | 3 | 0 | 9:1    |
| 2     | Abdullah Atmar Ghulam Jilani | 2 | 1 | 6:6    |
| 3     | Tobias Friedrichs            | 1 | 2 | 6:6    |
| 4     | Alexander Nikitin            | 0 | 3 | 1:9    |

| Spiel | Spieler 1                    | Ergebnis | Spieler 2                    |
| ----- | ---------------------------- | -------- | ---------------------------- |
| 1     | Alexander Nikitin            | 30:30    | Tobias Friedrichs            |
| 2     | Abdullah Atmar Ghulam Jilani | 13:13    | Alexander Nikitin            |
| 3     | Abdullah Atmar Ghulam Jilani | 23:23    | Tobias Friedrichs            |
| 4     | Alexander Widau              | 13:13    | Tobias Friedrichs            |
| 5     | Alexander Widau              | 03:03    | Abdullah Atmar Ghulam Jilani |
| 6     | Alexander Widau              | 03:03    | Alexander Nikitin            |

### Gruppe B
| Platz | Spieler            | G | V | Frames |
| ----- | ------------------ | - | - | ------ |
| 1     | Soner Sari         | 3 | 0 | 9:3    |
| 2     | Christoph Gawlytta | 2 | 1 | 7:6    |
| 3     | Fabian Weber       | 1 | 2 | 5:8    |
| 4     | Martin Straßberger | 0 | 3 | 5:9    |

| Spiel | Spieler 1          | Ergebnis | Spieler 2          |
| ----- | ------------------ | -------- | ------------------ |
| 1     | Soner Sari         | 13:13    | Martin Straßberger |
| 2     | Christoph Gawlytta | 13:13    | Fabian Weber       |
| 3     | Soner Sari         | 13:13    | Fabian Weber       |
| 4     | Christoph Gawlytta | 23:23    | Martin Straßberger |
| 5     | Soner Sari         | 13:13    | Christoph Gawlytta |
| 6     | Fabian Weber       | 23:23    | Martin Straßberger |

### Gruppe C
| Platz | Spieler           | G | V | Frames |
| ----- | ----------------- | - | - | ------ |
| 1     | Philippe Brand    | 2 | 1 | 7:3    |
| 2     | Daniel Schneider  | 2 | 1 | 8:5    |
| 3     | Ramzi Ben Ghaffar | 2 | 1 | 6:6    |
| 4     | Holger Hänel      | 0 | 3 | 2:9    |

| Spiel | Spieler 1         | Ergebnis | Spieler 2         |
| ----- | ----------------- | -------- | ----------------- |
| 1     | Philippe Brand    | 31:31    | Daniel Schneider  |
| 2     | Ramzi Ben Ghaffar | 13:13    | Holger Hänel      |
| 3     | Philippe Brand    | 03:03    | Holger Hänel      |
| 4     | Ramzi Ben Ghaffar | 23:23    | Daniel Schneider  |
| 5     | Philippe Brand    | 03:03    | Ramzi Ben Ghaffar |
| 6     | Holger Hänel      | 31:31    | Daniel Schneider  |

### Gruppe D
| Platz | Spieler                 | G | V | Frames |
| ----- | ----------------------- | - | - | ------ |
| 1     | Jan Eisenstein          | 3 | 0 | 9:0    |
| 2     | Stefan Schenk           | 1 | 2 | 5:8    |
| 3     | Nicolas Fiß             | 1 | 2 | 5:8    |
| 4     | Mohammed Amine El Habti | 1 | 2 | 5:8    |

| Spiel | Spieler 1               | Ergebnis | Spieler 2               |
| ----- | ----------------------- | -------- | ----------------------- |
| 1     | Nicolas Fiß             | 30:30    | Jan Eisenstein          |
| 2     | Stefan Schenk           | 32:32    | Mohammed Amine El Habti |
| 3     | Nicolas Fiß             | 23:23    | Mohammed Amine El Habti |
| 4     | Stefan Schenk           | 30:30    | Jan Eisenstein          |
| 5     | Nicolas Fiß             | 32:32    | Stefan Schenk           |
| 6     | Mohammed Amine El Habti | 30:30    | Jan Eisenstein          |

### Gruppe E
| Platz | Spieler                | G | V | Frames |
| ----- | ---------------------- | - | - | ------ |
| 1     | Felix Kirsten          | 2 | 1 | 8:5    |
| 2     | Kilian Baur-Pantoulier | 2 | 1 | 6:5    |
| 3     | Luca Kaufmann          | 2 | 1 | 8:7    |
| 4     | Manuel Ederer          | 0 | 3 | 4:9    |

| Spiel | Spieler 1     | Ergebnis | Spieler 2              |
| ----- | ------------- | -------- | ---------------------- |
| 1     | Luca Kaufmann | 32:32    | Kilian Baur-Pantoulier |
| 2     | Felix Kirsten | 23:23    | Manuel Ederer          |
| 3     | Luca Kaufmann | 23:23    | Manuel Ederer          |
| 4     | Felix Kirsten | 03:03    | Kilian Baur-Pantoulier |
| 5     | Luca Kaufmann | 23:23    | Felix Kirsten          |
| 6     | Manuel Ederer | 30:30    | Kilian Baur-Pantoulier |

### Gruppe F
| Platz | Spieler          | G | V | Frames |
| ----- | ---------------- | - | - | ------ |
| 1     | Richard Wienold  | 3 | 0 | 9:0    |
| 2     | William Frey     | 2 | 1 | 6:4    |
| 3     | Jörn Hannes-Hühn | 1 | 2 | 4:7    |
| 4     | David Bastian    | 0 | 3 | 1:9    |

| Spiel | Spieler 1       | Ergebnis | Spieler 2        |
| ----- | --------------- | -------- | ---------------- |
| 1     | Richard Wienold | 03:03    | Jörn Hannes-Hühn |
| 2     | William Frey    | 03:03    | David Bastian    |
| 3     | Richard Wienold | 03:03    | David Bastian    |
| 4     | William Frey    | 13:13    | Jörn Hannes-Hühn |
| 5     | Richard Wienold | 03:03    | William Frey     |
| 6     | David Bastian   | 31:31    | Jörn Hannes-Hühn |

### Gruppe G
| Platz | Spieler          | G | V | Frames |
| ----- | ---------------- | - | - | ------ |
| 1     | Roman Dietzel    | 2 | 1 | 8:5    |
| 2     | Robin Otto       | 2 | 1 | 7:5    |
| 3     | Thimo Troks      | 2 | 1 | 6:7    |
| 4     | Daniel Sciborski | 0 | 3 | 5:9    |

| Spiel | Spieler 1        | Ergebnis | Spieler 2        |
| ----- | ---------------- | -------- | ---------------- |
| 1     | Robin Otto       | 31:31    | Roman Dietzel    |
| 2     | Daniel Sciborski | 32:32    | Thimo Troks      |
| 3     | Robin Otto       | 03:03    | Thimo Troks      |
| 4     | Daniel Sciborski | 31:31    | Roman Dietzel    |
| 5     | Robin Otto       | 23:23    | Daniel Sciborski |
| 6     | Thimo Troks      | 23:23    | Roman Dietzel    |

### Gruppe H
| Platz | Spieler       | G | V | Frames |
| ----- | ------------- | - | - | ------ |
| 1     | Umut Dikme    | 2 | 1 | 8:3    |
| 2     | Felix Frede   | 2 | 1 | 6:3    |
| 3     | Thomas Hein   | 2 | 1 | 6:6    |
| 4     | Robin Schmidt | 0 | 3 | 1:9    |

| Spiel | Spieler 1   | Ergebnis | Spieler 2     |
| ----- | ----------- | -------- | ------------- |
| 1     | Umut Dikme  | 03:03    | Robin Schmidt |
| 2     | Felix Frede | 03:03    | Thomas Hein   |
| 3     | Umut Dikme  | 32:32    | Thomas Hein   |
| 4     | Felix Frede | 03:03    | Robin Schmidt |
| 5     | Umut Dikme  | 03:03    | Felix Frede   |
| 6     | Thomas Hein | 13:13    | Robin Schmidt |

## Finalrunde
|  | Achtelfinale                 | Achtelfinale |                 |                 | Viertelfinale    | Viertelfinale |  |  | Halbfinale | Halbfinale |  |  | Finale | Finale |
|  |                              |              |                 |                 |                  |               |  |  |            |            |  |  |        |        |
|  |                              |              |                 |                 |                  |               |  |  |            |            |  |  |        |        |
|  | Jan Eisenstein               | 3            |                 |                 |                  |               |  |  |            |            |  |  |        |        |
|  | Kilian Baur-Pantoulier       | 0            |                 |                 |                  |               |  |  |            |            |  |  |        |        |
|  | Kilian Baur-Pantoulier       | 0            | Jan Eisenstein  | 3               |                  |               |  |  |            |            |  |  |        |        |
|  |                              |              | Jan Eisenstein  | 3               |                  |               |  |  |            |            |  |  |        |        |
|  |                              |              |                 |                 | Daniel Schneider | 1             |  |  |            |            |  |  |        |        |
|  | Roman Dietzel                | 2            |                 |                 | Daniel Schneider | 1             |  |  |            |            |  |  |        |        |
|  | Roman Dietzel                | 2            |                 |                 |                  |               |  |  |            |            |  |  |        |        |
|  | Daniel Schneider             | 3            |                 |                 |                  |               |  |  |            |            |  |  |        |        |
|  | Daniel Schneider             | 3            | Jan Eisenstein  | 0               |                  |               |  |  |            |            |  |  |        |        |
|  |                              |              | Jan Eisenstein  | 0               |                  |               |  |  |            |            |  |  |        |        |
|  |                              |              |                 | Umut Dikme      | 3                |               |  |  |            |            |  |  |        |        |
|  | Umut Dikme                   | 3            |                 | Umut Dikme      | 3                |               |  |  |            |            |  |  |        |        |
|  | Umut Dikme                   | 3            |                 |                 |                  |               |  |  |            |            |  |  |        |        |
|  | William Frey                 | 0            |                 |                 |                  |               |  |  |            |            |  |  |        |        |
|  | William Frey                 | 0            | Umut Dikme      | 3               |                  |               |  |  |            |            |  |  |        |        |
|  |                              |              | Umut Dikme      | 3               |                  |               |  |  |            |            |  |  |        |        |
|  |                              |              |                 |                 | Soner Sari       | 1             |  |  |            |            |  |  |        |        |
|  | Soner Sari                   | 3            |                 |                 | Soner Sari       | 1             |  |  |            |            |  |  |        |        |
|  | Soner Sari                   | 3            |                 |                 |                  |               |  |  |            |            |  |  |        |        |
|  | Abdullah Atmar Ghulam Jilani | 1            |                 |                 |                  |               |  |  |            |            |  |  |        |        |
|  | Abdullah Atmar Ghulam Jilani | 1            | Umut Dikme      | 1               |                  |               |  |  |            |            |  |  |        |        |
|  |                              |              | Umut Dikme      | 1               |                  |               |  |  |            |            |  |  |        |        |
|  |                              |              |                 | Richard Wienold | 4                |               |  |  |            |            |  |  |        |        |
|  | Alexander Widau              | 3            |                 | Richard Wienold | 4                |               |  |  |            |            |  |  |        |        |
|  | Alexander Widau              | 3            |                 |                 |                  |               |  |  |            |            |  |  |        |        |
|  | Christoph Gawlytta           | 0            |                 |                 |                  |               |  |  |            |            |  |  |        |        |
|  | Christoph Gawlytta           | 0            | Alexander Widau | 0               |                  |               |  |  |            |            |  |  |        |        |
|  |                              |              | Alexander Widau | 0               |                  |               |  |  |            |            |  |  |        |        |
|  |                              |              |                 |                 | Robin Otto       | 3             |  |  |            |            |  |  |        |        |
|  | Philippe Brand               | 1            |                 |                 | Robin Otto       | 3             |  |  |            |            |  |  |        |        |
|  | Philippe Brand               | 1            |                 |                 |                  |               |  |  |            |            |  |  |        |        |
|  | Robin Otto                   | 3            |                 |                 |                  |               |  |  |            |            |  |  |        |        |
|  | Robin Otto                   | 3            | Robin Otto      | 0               |                  |               |  |  |            |            |  |  |        |        |
|  |                              |              | Robin Otto      | 0               |                  |               |  |  |            |            |  |  |        |        |
|  |                              |              |                 | Richard Wienold | 3                |               |  |  |            |            |  |  |        |        |
|  | Felix Kirsten                | 3            |                 | Richard Wienold | 3                |               |  |  |            |            |  |  |        |        |
|  | Felix Kirsten                | 3            |                 |                 |                  |               |  |  |            |            |  |  |        |        |
|  | Felix Frede                  | 2            |                 |                 |                  |               |  |  |            |            |  |  |        |        |
|  | Felix Frede                  | 2            | Felix Kirsten   | 0               |                  |               |  |  |            |            |  |  |        |        |
|  |                              |              | Felix Kirsten   | 0               |                  |               |  |  |            |            |  |  |        |        |
|  |                              |              |                 |                 | Richard Wienold  | 3             |  |  |            |            |  |  |        |        |
|  | Richard Wienold              | 3            |                 |                 | Richard Wienold  | 3             |  |  |            |            |  |  |        |        |
|  | Richard Wienold              | 3            |                 |                 |                  |               |  |  |            |            |  |  |        |        |
|  | Stefan Schenk                | 1            |                 |                 |                  |               |  |  |            |            |  |  |        |        |

## Finale
| Finale: Best of 7 Frames Schiedsrichter/in: Paul Dieder-Joachim Wandelhalle, Bad Wildungen, Deutschland, 20. November 2022 |                |                 |
| Umut Dikme | 1:4            | Richard Wienold |
| 60:67, 52:83 (Dikme 52), 77:36 (63), 34:67, 45:61                                                                          |                |                 |
| 63 | Höchstes Break | 47              |
| – | Century-Breaks | –               |
| 2 | 50+-Breaks     | –               |

## Century Breaks
Während des Turniers spielten 3 Spieler insgesamt 4 Century Breaks.
| Felix Frede     | 131,100 |
| Richard Wienold | 110     |
| Umut Dikme      | 103     |